# Chronicon Albeldense

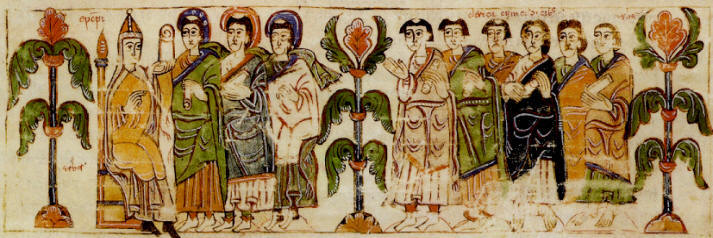
La gent de Toledo, segons el Codex Vigilianus, la versió més avançada i il·lustrada de la Chronicon Albeldense.

La Chronicon Albeldense (Crònica d'Albelda) és una crònica històrica que suposa una font fonamental per a l'estudi del Regne d'Astúries. És una de les tres versions de la Crònica d'Alfons III, juntament amb la Rotense i la Sebastianense. Es creu que va ser confeccionada per un eclesiàstic anomenat Dulcidius o Dulcidi, amb supervisió directa del mateix rei. Per això, té el biaix goticista propi de les últimes dècades del Regne d'Astúries. Comença narrant la història de Roma, passa pels reis visigots i, finalment, parla de els reis gots ovetencs, des de Pelai fins a Alfons III.
La primera versió s'acabà d'escriure en 881. Més tard se li afegirien dues grans paràgrafs referits als anys 882 i 883. La crònica acaba el novembre d'aquest any. El nom d'Albeldense li ve del còdex del monestir de San Martín de Albelda a Albelda de Iregua, La Rioja, copiat i continuat pel monjo Vigila o Vigilán fins a l'any 976. La versió més completa que es conserva de la crònica es troba a la Reial Acadèmia de la Història i és un manuscrit procedent del monestir de San Millán de la Cogolla que data de l'any 951 aproximadament.